# Annals of Improbable Research
Annals of Improbable Research (AIR) è una rivista bimestrale dedicata all'umorismo scientifico, che in forma satirica scimmiotta le riviste accademiche. AIR viene pubblicata sei volte l'anno dal 1995, commentando, di solito, almeno un argomento sulla ricerca, strano o inatteso, ma la maggior parte dei suoi articoli riguardano esperimenti assurdi, reali o immaginari, come ad esempio il confronto di mele e arance usando la spettroscopia infrarossa. Fra le altre sue caratteristiche vi è la valutazione delle mense presso istituti scientifici, false classificazioni e pubblicità per un piano sanitario chiamato HMO-NO, e delle pagine molto strane.
Talvolta gli articoli di AIR sono illustrati, anche se in maniera un po' insolita. Per esempio, nel 2003 il ricercatore e produttore di documentari Nick T. Spark scrisse sui retroscena e la storia della Legge di Murphy in un articolo in quattro parti: "Perché tutto ciò che sapete circa la legge di Murphy è errato". Lo stesso è stato poi rivisto e pubblicato, nel giugno 2006, nel libro A History of Murphy's Law.
AIR assegna annualmente il Premio Ig Nobel, a dieci scoperte che "prima facciano ridere la gente, e poi la facciano riflettere". AIR gestisce anche il Luxuriant Flowing Hair Club for Scientists.

## Storia
AIR non è la prima rivista di parodia scientifica. Il Journal of Irreproducible Results (JIR) venne fondato da Alex Kohn e Harry Lipkin nel 1955, ma la maggior parte dello staff editoriale, compreso l'allora editore di JIR Marc Abrahams, lasciò dopo il passaggio della proprietà a George Scherr nel 1994. Scherr intentò una serie di azioni giudiziarie contro AIR, sostenendo che era ingannevolmente simile al Journal e che aveva rubato il nome di "Ig Nobel", ma queste azioni non hanno avuto successo.

## Importanti articoli
- Scott A. Sandford, " Apples and Oranges — A Comparison (archiviato dall'url originale il 13 luglio 2011)," AIR, Vol. 1, No. 3 (1995).
- Eric Schulman, " How to Write a Scientific Paper," AIR, Vol. 2, No. 5 (1996).
- Fiorella Gambale, " Does a Cat Always Land on Its Feet?," AIR, Vol. 4, No. 4 (1998).
- Ida Sabelis, " To Make Love as a Testee (archiviato dall'url originale il 13 giugno 2011)," AIR, Vol. 7, No. 1 (2001).
- Lucas Kovar, " Electron Band Structure In Germanium, My Ass (archiviato dall'url originale il 28 settembre 2011)," AIR, Vol. 7, No. 3 (2001).
- Ryan Shaun Baker, " The Sleep-Retardant Properties of My Ex-Girlfriend (archiviato dall'url originale il 28 settembre 2011)," AIR, Vol. 8, No. 3 (2002).
- Mark Fonstad, William (Pugatch) Flynn, and Brandon Vogt, " Kansas Is Flatter Than a Pancake (archiviato dall'url originale il 30 luglio 2010)," AIR, Vol. 9, No. 3 (2003).